# ستيف ستانكو
ستيف ستانكو (بالإنجليزية: Steve Stanko)‏ هو رباع أمريكي، ولد في 5 سبتمبر 1917 في نيوجيرسي في الولايات المتحدة، وتوفي في 31 ديسمبر 1978.